# Rubus babingtonii
Rubus babingtonii är en rosväxtart som beskrevs av Bell Salter. Rubus babingtonii ingår i släktet rubusar, och familjen rosväxter.

## Underarter
Arten delas in i följande underarter:
- R. b. centrogermanicus
- R. b. gallicus
- R. b. insuetus